# Diocesi di Caruaru
La diocesi di Caruaru (in latino Dioecesis Caruaruensis) è una sede della Chiesa cattolica in Brasile suffraganea dell'arcidiocesi di Olinda e Recife. Nel 2023 contava 828.000 battezzati su 976.419 abitanti. È retta dal vescovo Ruy Gonçalves Lopes, O.F.M.Cap.

## Territorio
La diocesi comprende 19 comuni dello stato brasiliano di Pernambuco: Agrestina, Altinho, Barra de Guabiraba, Bezerros, Bonito, Cachoeirinha, Camocim de São Félix, Caruaru, Chã Grande, Gravatá, Ibirajuba, Riacho das Almas, Sairé, Santa Cruz do Capibaribe, São Caitano, São Joaquim do Monte, Tacaimbó, Taquaritinga do Norte e Toritama.
Sede vescovile è la città di Caruaru, dove si trova la cattedrale di Nostra Signora dei Sette Dolori (Nossa Senhora das Dores).
Il territorio si estende su 5.792 km² ed è suddiviso in 45 parrocchie, raggruppate in 4 zone pastorali: Centro, Norte, Oeste e Sul.

## Storia
La diocesi è stata eretta il 7 agosto 1948 con la bolla Quae maiori christifidelium di papa Pio XII, ricavandone il territorio dall'arcidiocesi di Olinda e Recife.

## Cronotassi dei vescovi
Si omettono i periodi di sede vacante non superiori ai 2 anni o non storicamente accertati.
- Paulo Hipólito de Souza Libório † (15 marzo 1949 - 20 giugno 1959 nominato vescovo di Parnaíba)
- Augusto Carvalho † (8 agosto 1959 - 27 ottobre 1993 ritirato)
- Antônio Soares Costa † (27 ottobre 1993 - 7 giugno 2002 deceduto)
- Bernardino Marchiò (6 novembre 2002 - 10 luglio 2019 ritirato)
- Ruy Gonçalves Lopes, O.F.M.Cap., dal 10 luglio 2019

## Statistiche
La diocesi nel 2023 su una popolazione di 976.419 persone contava 828.000 battezzati, corrispondenti all'84,8% del totale.
| anno | popolazione | popolazione | popolazione | presbiteri | presbiteri | presbiteri | presbiteri                | diaconi | religiosi | religiosi | parrocchie |
| anno | battezzati  | totale      | %           | numero     | secolari   | regolari   | battezzati per presbitero | diaconi | uomini    | donne     | parrocchie |
| ---- | ----------- | ----------- | ----------- | ---------- | ---------- | ---------- | ------------------------- | ------- | --------- | --------- | ---------- |
| 1950 | 299.000     | 300.000     | 99,7        | 18         | 17         | 1          | 16.611                    |         | 1         | 12        | 13         |
| 1957 | 315.000     | 320.000     | 98,4        | 21         | 18         | 3          | 15.000                    |         | 3         | 36        | 14         |
| 1966 | 417.665     | 428.849     | 97,4        | 36         | 24         | 12         | 11.601                    |         | 8         | 61        | 21         |
| 1970 | 450.000     | 480.000     | 93,8        | 32         | 25         | 7          | 14.062                    |         | 7         | 82        | 21         |
| 1976 | 480.000     | 530.000     | 90,6        | 30         | 22         | 8          | 16.000                    |         | 10        | 65        | 21         |
| 1980 | 556.000     | 618.000     | 90,0        | 30         | 24         | 6          | 18.533                    |         | 6         | 78        | 22         |
| 1990 | 701.000     | 778.000     | 90,1        | 40         | 29         | 11         | 17.525                    |         | 19        | 73        | 24         |
| 1999 | 670.000     | 800.000     | 83,8        | 36         | 28         | 8          | 18.611                    |         | 17        | 63        | 26         |
| 2000 | 675.000     | 802.000     | 84,2        | 37         | 28         | 9          | 18.243                    | 6       | 19        | 65        | 26         |
| 2001 | 685.125     | 814.030     | 84,2        | 39         | 30         | 9          | 17.567                    | 6       | 19        | 65        | 26         |
| 2002 | 702.570     | 832.115     | 84,4        | 39         | 30         | 9          | 18.014                    | 6       | 17        | 65        | 26         |
| 2003 | 713.108     | 844.596     | 84,4        | 44         | 35         | 9          | 16.207                    | 6       | 17        | 61        | 26         |
| 2004 | 610.281     | 724.794     | 84,2        | 42         | 35         | 7          | 14.530                    | 6       | 18        | 64        | 26         |
| 2006 | 684.019     | 789.077     | 86,7        | 46         | 39         | 7          | 14.869                    | 9       | 10        | 73        | 27         |
| 2013 | 749.000     | 863.000     | 86,8        | 67         | 59         | 8          | 11.179                    | 14      | 13        | 72        | 35         |
| 2016 | 785.743     | 928.427     | 84,6        | 69         | 61         | 8          | 11.387                    | 11      | 28        | 61        | 38         |
| 2019 | 803.390     | 949.932     | 84,6        | 76         | 67         | 9          | 10.570                    | 13      | 37        | 62        | 43         |
| 2021 | 817.350     | 966.430     | 84,6        | 95         | 85         | 10         | 8.603                     | 15      | 39        | 29        | 53         |
| 2023 | 828.000     | 976.419     | 84,8        | 90         | 85         | 5          | 9.200                     | 11      | 26        | 30        | 45         |